# Dharapani (Arghakhanchi)
Pour les articles homonymes, voir Dharapani.
Dharapani (en népalais : धारापानी) est un comité de développement villageois du Népal situé dans le district d'Arghakhanchi. Au recensement de 2011, il comptait 5 837 habitants.